# Municipalidad Provincial del Cuzco
La Municipalidad Provincial del Cusco es el órgano de gobierno local de la provincia del Cusco y el distrito del Cusco. Su sede es la ciudad del Cusco, capital de la provincia.

## Historia
En el acto de fundación española de la ciudad del Cusco, Francisco Pizarro estableció el primer cabildo y nombró como alcaldes ordinarios a Beltrán de Castro y al capitán Pedro de Candía entregándoles a cada uno sus respectivas varas de justicia, así como a los regidores. Desde entonces, el Cabildo del Cusco se convirtió en el órgano de gobierno local de la ciudad y el área circundante. Tras el fin de la época colonial, la nueva república estableció que su organización local dependería de la organización establecida durante el virreinato utilizando las intendencias para formar los nuevos departamentos. Así, la Intendencia del Cusco dio lugar al actual departamento del Cusco y los antiguos partidos dieron lugar a las contemporáneas provincias. 
En el caso, del Cusco, el 21 de junio de 1825, Simón Bolívar emitió decreto creando la Provincia del Cusco y disponiendo el establecimiento en ella de un municipio que, de conformidad con lo establecido en la Constitución de 1823 sería elegida por colegios electorales. Sin embargo, al año siguiente, la Constitución Vitalicia impuesta por el dictador venezolano suprimió los cabildos y municipalidades, las mismas que fueron reintroducidas por la Constitución de 1828. Las municipalidades volverían a ser suprimidas en la constitución de 1839 y restablecidas en la de 1856. 
La Constitución de 1920 reguló por primera vez la elección de autoridades municipales aunque fue recién en 1963, bajo la vigencia de la constitución de 1933 que se realizó la primera elección popular para autoridades municipales en el Perú. Hasta entonces, el cargo era otorgado de manera directa por el gobierno y tenía mucha menos importancia que la figura del Prefecto del Cusco quien era el representante del poder ejecutivo en el departamento. Ejemplo de ello fue el nombramiento del ciudadano estadounidense Albert Giesecke como alcalde del Cusco en los años 1920. El primer alcalde electo fue Alfredo Díaz Quintanilla quien ganó las elecciones municipales de 1963 como candidato de la Alianza Acción Popular-Democracia CristianaConstitución para la República del Perú de 1920. Las elecciones fueron suspendidas con la llegada al poder del Gobierno Revolucionario de las Fuerzas Armadas y no se reanudarían hasta 1980.

## Organización
De conformidad con lo señalado en la Ley Orgánica de Municipalidades, las municipalidades están conformadas por el consejo municipal y la alcaldía, los mismos que son elegidos por votación popular cada cuatro años. 

### Consejo Municipal
El Consejo Provincial del Cusco está conformado por el alcalde y 14 regidores según lo dispuesto por el Jurado Nacional de Elecciones. Los regidores son determinados de manera proporcional a los resultados obtenidos en las elecciones municipales. El actual consejo provincial está conformado por:

### Concejo Provincial del Cusco
| Cargo                         | Autoridad electa        | Partido político | Partido político                    |
| ----------------------------- | ----------------------- | ---------------- | ----------------------------------- |
| Regidor Provincial del Cusco  | Alexander Blanco Rojas  |                  | Movimiento Regional Inka Pachakuteq |
| Regidora Provincial del Cusco | Elizabeth Nieto Álvarez |                  | Movimiento Regional Inka Pachakuteq |
| Regidor Provincial del Cusco  | Villygran Licona Loaiza |                  | Movimiento Regional Inka Pachakuteq |
| Regidora Provincial del Cusco | Honorata Mejía Ramos    |                  | Movimiento Regional Inka Pachakuteq |
| Regidor Provincial del Cusco  | Ricardo Pezo Huari      |                  | Movimiento Regional Inka Pachakuteq |
| Regidora Provincial del Cusco | Maryory Ríos García     |                  | Movimiento Regional Inka Pachakuteq |
| Regidora Provincial del Cusco | Katiuzca Ttito Huamán   |                  | Movimiento Regional Inka Pachakuteq |
| Regidor Provincial del Cusco  | Jesús Pérez Soto        |                  | Movimiento Regional Inka Pachakuteq |
| Regidor Provincial del Cusco  | José Marín Loayza       |                  | Somos Perú                          |
| Regidor Provincial del Cusco  | Ántero Huamán Velasco   |                  | Somos Perú                          |
| Regidor Provincial del Cusco  | Eulogio Tapia Deza      |                  | Frente de la Esperanza              |
| Regidor Provincial del Cusco  | Nimio Loayza Rojas      |                  | Alianza para el Progreso            |
| Regidor Provincial del Cusco  | Roger Demata Álvarez    |                  | Autogobierno Ayllu                  |

### Alcalde
El Alcalde es el órgano ejecutivo de la municipalidad a la vez que su representante legal y máxima autoridad administrativa. Conforme a los resultados de la elección municipal del 2022, el actual alcalde es Luis Pantoja Calvo.
Conforme a la ley orgánica de municipalidades, la administración municipal encabezada por el alcalde tiene una estructura gerencial encabezada por una Gerencia Municipal y, además, una Oficina de Auditoría Interna, una Procuraduría Pública Municipal, una Oficina de Asesoría Jurídica y una Oficina de Planeamiento y Presupuesto. Los demás órganos de línea, apoyo y asesoría son determinados por cada gobierno local conforme a sus necesidades.

### Órganos de línea
La Municipalidad Provincial del Cusco estableció la conformación de ocho gerencias que dependen de la alcaldía a través de la Gerencia Municipal:
- Gerencia de Infraestructura.
- Gerencia de Desarrollo Urbano y Rural
- Gerencia de Tránsito, Vialidad y Transporte
- Gerencia del Centro Histórico
- Gerencia de Desarrollo Económico y Servicios
- Gerencia de Desarrollo Humano y Social
- Gerencia de Turismo, Cultura, Educación y Deporte
- Gerencia del Medio Ambiente.

### Empresas Municipales
Adicionalmente, la Municipalidad cuenta con cinco empresas municipales:
- Empresa Pública de Servicios de Saneamiento - SEDA CUSCO
- Caja Municipal de Ahorro y Crédito Cusco
- Empresa Municipal de Festejos del Cusco - EMUFEC
- Instituto Vial Provincial del Cusco
- Empresa Municipal de Servicios Múltiples del Cusco

#### Libros y publicaciones
- Angles Vargas, Víctor (1988). Historia del Cusco Incaico. Lima: Industrialgráfica S.A.

- Datos: Q66443842